# Chiến dịch Red River
Chiến dịch Red River hay Cuộc viễn chinh Red River bao gồm một chuỗi các trận đánh diễn ra dọc con sông Red River tại Louisiana trong Nội chiến Hoa Kỳ, từ 10 tháng 3 đến 22 tháng 5 năm 1864. Chiến dịch này do Liên bang miền Bắc chủ động tiến hành, là một cuộc chiến giữa xấp xỉ 30.000 quân miền Bắc dưới quyền chỉ huy của thiếu tướng Nathaniel P. Banks, và đội quân Liên minh miền Nam của trung tướng Richard Taylor, với lực lượng khoảng từ 6.000 đến 15.000 người.
Chiến dịch này chủ yếu là kế hoạch của tướng tổng tư lệnh Henry W. Halleck, và là một thay đổi so với kế hoạch của trung tướng Ulysses S. Grant nhằm bao vây các binh đoàn chính yếu của miền Nam bằng cách sử dụng Binh đoàn vùng Vịnh của Banks để đánh chiếm Mobile, Alabama. Đây là một thất bại ảm đạm của phe miền Bắc, chủ yếu bởi việc lên kế hoạch kém cỏi và quản lý tồi tệ, khiến cho không có một mục tiêu nào được hoàn thành triệt để. Taylor đã phòng thủ thành công vùng Thung lũng Red River bằng một lực lượng nhỏ hơn của đối phương. Tuy nhiên, quyết định của cấp trên trực tiếp của Taylor là tướng Edmund Kirby Smith về việc điều một nửa lực lượng của Taylor tiến lên phía bắc đến Arkansas thay vì xuống phía nam truy kích tướng Banks đang rút lui sau trận Mansfield và trận Pleasant Hill đã gây nên một mối mâu thuẫn sâu sắc giữa Taylor và Smith.

### Tổng quan
- Ayres, Thomas (2001). Dark and Bloody Ground: The Battle of Mansfield and the Forgotten Civil War in Louisiana. Cooper Square Press. ISBN 0878331808.
- Banks, Raymond H. The King of Louisiana, 1862-1865, and Other Government Work: A Biography of Major General Nathaniel Prentice Banks. Las Vegas, NV: R. H. Banks, 2005. trang 918–1143. OCLC 63270945.
- Bounds, Steve, and Milbourn, Curtis, "The Battle of Pleasant Hill," North & South - The Official Magazine of the Civil War Society,vol. 8. no. 6, November 2005, pp. 70–88.
- Brooksher, William Riley. War Along the Bayous: The 1864 Red River Campaign in Louisiana. Brassey's, 1998. ISBN 1-57488-139-6.
- Foote, Shelby. The Civil War: A Narrative, volume 3, Red River to Appomattox. New York: Random House, 1974. ISBN 0-394-74622-8n
- Davis, Jefferson (1890). "LXVI. The Red River Campaign". A Short History of the Confederate States of America. New York: Belford Company. tr. 414–415. Truy cập ngày 21 tháng 5 năm 2009.
- Hollandsworth, James G., Pretense of Glory: The Life of General Nathaniel P. Banks, LSU Press, 1998.
- Irwin, Richard B. (1888). "The Red River Campaign". Trong Robert Underwood Johnson, Clarence Clough Buel (biên tập). Battles and Leaders of the Civil War. Century Co. tr. 345–373. Truy cập ngày 21 tháng 5 năm 2009. Includes numerous illustrations.
- Joiner, Gary Dillard (2002). One Damn Blunder from Beginning to End: the Red River Campaign of 1864. Wilmington, Delaware: Scholarly Resources. ISBN 0842029370.
- Joiner, Gary Dillard (2006). Through the Howling Wilderness: The 1864 Red River Campaign and Union Failure in the West. Knoxville, Tennessee: University of Tennessee Press. ISBN 1572335440.
- Johnson, Ludwell H. (1958). Red River Campaign: Politics and Cotton in the Civil War. Johns Hopkins Press. ISBN 0873384865.
- Josephy, Jr., Alvin M. The Civil War in the American West. Alfred A. Knopf, 1991. ISBN 0-394-56482-0.
- Milbourn, Curtis, and Bounds, Steve, "The Battle of Mansfield," North & South - The Official Magazine of the Civil War Society, vol 6, no. 2, February 2003, pp. 26–40.
- Official Records of the Union and Confederate Navies in the War of the Rebellion, vol. 26, Naval Forces on Western Waters (ngày 1 tháng 3 năm 1864 - ngày 31 tháng 12 năm 1864). GPO, Washington, 1914.
- Plum, William Rattle (1882). "III. The Telegraph in the Department of the Gulf - Port Hudson, Red River, and Other Campaigns". The Military Telegraph During the Civil War in the United States: With an Exposition of Ancient and Modern Means of Communication, and of the Federal and Confederate Cipher Systems; Also a Running Account of the War Between the States. Chicago: Jansen, McClurg & Company. tr. 37–50. Truy cập ngày 21 tháng 5 năm 2009.
- Pollard, Edward Albert (1867). "LXXI. Lieut.-Gen. Edmond Kirby Smith". Lee and His Lieutenants: Comprising the Early Life, Public Services, and Campaigns of General Robert E. Lee and His Companions in Arms. New York: E. B. Treat & Co. tr. 765–773. Truy cập ngày 21 tháng 5 năm 2009.
- The War of the Rebellion: a Compilation of the Official Records of the Union and Confederate Armies, vol. XXXIV, Operations in Louisiana and the Trans-Mississippi States and Territories. January 1 – ngày 30 tháng 6 năm 1864. GPO, Washington, 1891.
- Winters, John D., The Civil War in Louisiana, Baton Rouge: Louisiana State University Press, 1963, ISBN 0-8071-0834-0.

### Sử cấp trung đoàn và tường thuật cá nhân
- Bryner, Byron Cloyd (1905). "XXII through XXVI". Bugle echoes: The Story of Illinois 47th. Phillips Bros. tr. 97–118. Truy cập ngày 21 tháng 5 năm 2009.
- Byers, Samuel Hawkins Marshall (1888). "XXIII. Iowa in the Red River Campaign, Spring of 1864 through XXIV. Steele's March on Camden - Battles of the Campaign". Iowa in War Times. Des Moines: W.D. Condit & Co. tr. 274–300. Truy cập ngày 21 tháng 5 năm 2009.
- Clark, Orton S., Captain, 116th Regiment, New York Volunteers (1868). "XIV through XVII". History of the 114th Regiment, New York State Volunteers: Containing a Perfect Record of Its Services, Embracing All Its Marches, Campaigns, Battles, Sieges and Sea-voyages]. Buffalo, NY: Matthews & Warren. tr. 145–184. Truy cập ngày 21 tháng 5 năm 2009.{{Chú thích sách}}:  Quản lý CS1: nhiều tên: danh sách tác giả (liên kết) Quản lý CS1: tên số: danh sách tác giả (liên kết)
- Chenery, William H. (1898). "VI". The Fourteenth Regiment Rhode Island Heavy Artillery (Colored) in the War to Preserve the Union, 1861-1865. Providence, RA: Snow & Farnham. tr. 51–62. Truy cập ngày 21 tháng 5 năm 2009.
- Donnan, William G. (1903). Samuel Storrs Howe (biên tập). "A Reminiscence of the Last Battle of the Red River Expedition". Annals of Iowa. Quyển VI số 4. Iowa State Historical Department, Division of Historical Museum and Archives. tr. 241–247. Truy cập ngày 21 tháng 5 năm 2009.
- Ewer, James Kendall (1903). "V. The Teche Campaign through XII. The Red River Campaign - Concluded". The Third Massachusetts Cavalry in the War for the Union. Maplewood, MA: Wm. G. J. Perry Press. tr. 67–186. Truy cập ngày 21 tháng 5 năm 2009.
- Flinn, Frank M. (1889). "XIII". Campaigning with Banks in Louisiana, '63 and '64, and with Sheridan in the Shenandoah Valley in '64 and '65 (2nd Ed.). Boston: W. B. Clarke & Co. tr. 93–101. Truy cập ngày 21 tháng 5 năm 2009.
- Homans, John, Surgeon, Hoa Kỳ Army (1893). "Red River Expedition". Trong Charles Carleton Coffin, The Boston Journal (biên tập). Stories of Our Soldiers: War Reminiscences. Boston: The Journal Newspaper Company. tr. 246–258. Truy cập ngày 21 tháng 5 năm 2009.{{Chú thích sách}}:  Quản lý CS1: nhiều tên: danh sách tác giả (liên kết)
- Ingersoll, Lurton Dunham (1866). "XXXVI. Thirty-Second Infantry". Iowa and the Rebellion: A history of the troops furnished by the state of Iowa to the volunteer armies of the Union, which conquered the great southern rebellion of 1861-5 (3rd Ed.). Philadelphia: J. B. Lippencott and Co. tr. 603–612. Truy cập ngày 21 tháng 5 năm 2009. Includes Battle of Pleasant Hill map showing placement of "Shaw's 'Iron Brigade'"
- Irwin, Richard B. History of The 19th Army Corps. G. P. Putnam's Sons, NY, 1893, pp. 282–355.
- Jones, James P. (1975). Marine Corps Historical Division (biên tập). Civil War Marine - A Diary of the Red River Expedition, 1864. Keuchel, Edward F. Washington D.C.: United States Marine Corps. PCN 19000317000. Truy cập ngày 12 tháng 12 năm 2008.
- Morris, Gouverneur (1891). "VIII. First Red River Campaign through Chapter X. Vermillion Bay, Alexandria". The History of a Volunteer Regiment: Being a Succinct Account of the Organization, Services, and Adventures of the Sixth Regiment New York Volunteers Infantry Known as Wilson Zouaves. New York: Veteran Volunteer Pub. Co. tr. 91–112. Truy cập ngày 21 tháng 5 năm 2009. Includes a map of the Sixth Regiment's maneuvers in Louisiana.
- Putnam, George Haven (1914). "XIV: The Red River Campaign". Memories of My Youth, 1844-1865. G.P. Putnam & Sons. tr. 299–330. Truy cập ngày 21 tháng 5 năm 2009.
- Taylor, Richard. Destruction and Reconstruction: Personal Experiences of the Late War. D. Appleton & Co., NY, 1879, pp. 148–96.
- Williams, E. Cort., Ensign, Hoa Kỳ Navy (1888). "Recollections of the Red River Campaign". Trong Robert Hunter (biên tập). Sketches of War History, 1861-1865: Papers Read Before the Ohio Commandery. R. Clark & Co. tr. 96. Truy cập ngày 21 tháng 5 năm 2009.{{Chú thích sách}}:  Quản lý CS1: nhiều tên: danh sách tác giả (liên kết)
- Wilson, James Grant, Brevet Brigadier-General, Hoa KỳV. (1891 (Address delivered 1887)). "The Red River Dam: With Comments on the Red River Campaign". Trong James Grant Wilson (biên tập). Personal Recollections of the War of the Rebellion. G. P. Putnam & Sons. tr. 78–95. Truy cập ngày 21 tháng 5 năm 2009. {{Chú thích sách}}: Kiểm tra giá trị ngày tháng trong: |date= (trợ giúp)Quản lý CS1: nhiều tên: danh sách tác giả (liên kết) Includes numerous illustrations.